# Championnat de république démocratique du Congo de football 2010
Navigation
Saison précédente Saison suivante
La saison 2010 du Championnat de république démocratique du Congo de football est la cinquante-troisième édition de la première division en république démocratique du Congo, la Ligue Nationale de Football. La compétition rassemble les vingt-cinq meilleures formations du pays, qui sont passées par des championnats régionaux pour se qualifier. La compétition se déroule en trois phases qualificatives de poules.
C'est l'AS Vita Club qui est sacré champion à l'issue de la saison, après avoir terminé en tête du classement de la poule pour le titre, à égalité de points mais avec une meilleure différence de buts que le champion sortant, le TP Mazembe. C'est le douzième titre de l'histoire du club, le premier depuis 2003.

## Compétition
Le barème de points servant à établir les classements se décompose ainsi :
- Victoire : 3 points
- Match nul : 1 point
- Défaite : 0 point

### Première phase
Les vingt-quatre clubs engagés (le tenant du titre, le TP Mazembe est exempté de première phase) sont répartis en six poules géographiques de quatre clubs. Le premier de chaque poule et le meilleur second se qualifient pour la deuxième phase.
Poule 1 :
| Rang | Équipe         | Pts | J | G | N | P | Bp | Bc | Diff |  | Résultats (▼ dom., ► ext.) | Vit | Vet | Mol | Mat |
| ---- | -------------- | --- | - | - | - | - | -- | -- | ---- |  | -------------------------- | --- | --- | --- | --- |
| 1    | AS Vita Club   | 16  | 6 | 5 | 1 | 0 | 24 | 0  | +24  |  | AS Vita Club               |     | 4-0 | 6-0 | 9-0 |
| 2    | AS Veti Matadi | 13  | 6 | 4 | 1 | 1 | 12 | 5  | +7   |  | AS Veti Matadi             | 0-0 |     | 1-0 | 5-0 |
| 3    | TP Molunge     | 6   | 6 | 2 | 0 | 4 | 5  | 13 | -8   |  | TP Molunge                 | 0-2 | 1-3 |     | 2-0 |
| 4    | CS Matiti Mabe | 0   | 6 | 0 | 0 | 6 | 1  | 24 | -23  |  | CS Matiti Mabe             | 0-3 | 0-3 | 1-2 |     |

Poule 2 :
| Rang | Équipe            | Pts | J | G | N | P | Bp | Bc | Diff |  | Résultats (▼ dom., ► ext.) | Eli | Mot | Vut | Bab |
| ---- | ----------------- | --- | - | - | - | - | -- | -- | ---- |  | -------------------------- | --- | --- | --- | --- |
| 1    | TC Elima          | 18  | 6 | 6 | 0 | 0 | 11 | 2  | +9   |  | TC Elima                   |     | 2-0 | 2-1 | 1-0 |
| 2    | DC Motema Pembe   | 12  | 6 | 4 | 0 | 2 | 13 | 6  | +7   |  | DC Motema Pembe            | 0-3 |     | 3-0 | 2-0 |
| 3    | AS Vutuka         | 6   | 6 | 2 | 0 | 4 | 7  | 11 | -4   |  | AS Vutuka                  | 0-1 | 1-3 |     | 3-1 |
| 4    | AS Babeti ya Sika | 0   | 6 | 0 | 0 | 6 | 3  | 15 | -12  |  | AS Babeti ya Sika          | 1-2 | 0-5 | 1-2 |     |

Poule 3 :
| Rang | Équipe           | Pts | J | G | N | P | Bp | Bc | Diff |  | Résultats (▼ dom., ► ext.) | San | New | OCK | Tsh |
| ---- | ---------------- | --- | - | - | - | - | -- | -- | ---- |  | -------------------------- | --- | --- | --- | --- |
| 1    | SM Sanga Balende | 13  | 6 | 4 | 1 | 1 | 7  | 3  | +4   |  | SM Sanga Balende           |     | 1-0 | 1-2 | 2-0 |
| 2    | AS New Soger     | 8   | 6 | 2 | 2 | 2 | 4  | 3  | +1   |  | AS New Soger               | 1-1 |     | 0-0 | 1-0 |
| 3    | OC Kinshasa      | 8   | 6 | 2 | 2 | 2 | 4  | 5  | -1   |  | OC Kinshasa                | 0-1 | 0-2 |     | 1-1 |
| 4    | US Tshinkunku    | 4   | 6 | 1 | 1 | 4 | 2  | 6  | -4   |  | US Tshinkunku              | 0-1 | 1-0 | 0-1 |     |

Poule 4 :
| Rang | Équipe                   | Pts | J | G | N | P | Bp | Bc | Diff |  | Résultats (▼ dom., ► ext.) | Lup | Lik | Ban |
| ---- | ------------------------ | --- | - | - | - | - | -- | -- | ---- |  | -------------------------- | --- | --- | --- |
| 1    | FC Saint Éloi Lupopo     | 12  | 4 | 4 | 0 | 0 | 13 | 0  | +13  |  | FC Saint Éloi Lupopo       |     | 1-0 | 5-0 |
| 2    | JS Likasi                | 4   | 4 | 1 | 1 | 2 | 4  | 5  | -1   |  | JS Likasi                  | 0-2 |     | 3-1 |
| 3    | AS Bantous               | 1   | 4 | 0 | 1 | 3 | 2  | 14 | -12  |  | AS Bantous                 | 0-5 | 1-1 |     |
| 4    | AS Saint-Luc disqualifié |     |   |   |   |   |    |    |      |  |                            |     |     |     |

Poule 5 :
| Rang | Équipe                       | Pts | J | G | N | P | Bp | Bc | Diff |  | Résultats (▼ dom., ► ext.) | Mal | Vir | Muu |
| ---- | ---------------------------- | --- | - | - | - | - | -- | -- | ---- |  | -------------------------- | --- | --- | --- |
| 1    | TS Malekesa                  | 9   | 4 | 3 | 0 | 1 | 5  | 2  | +3   |  | TS Malekesa                |     | 2-0 | 2-1 |
| 2    | DC Virunga                   | 7   | 4 | 2 | 1 | 1 | 3  | 3  | 0    |  | DC Virunga                 | 1-0 |     | 1-0 |
| 3    | OC Muungano                  | 1   | 4 | 0 | 1 | 3 | 2  | 5  | -3   |  | OC Muungano                | 0-1 | 1-1 |     |
| 4    | TP CIOD de Pangi disqualifié |     |   |   |   |   |    |    |      |  |                            |     |     |     |

Poule 6 :
| Rang | Équipe     | Pts | J | G | N | P | Bp | Bc | Diff |  | Résultats (▼ dom., ► ext.) | Nik | Aja | Kab | Ndj |
| ---- | ---------- | --- | - | - | - | - | -- | -- | ---- |  | -------------------------- | --- | --- | --- | --- |
| 1    | AS Nika    | 18  | 6 | 6 | 0 | 0 | 20 | 5  | +15  |  | AS Nika                    |     | 2-0 | 2-1 | 4-2 |
| 2    | FC Ajax    | 10  | 6 | 3 | 1 | 2 | 17 | 7  | +10  |  | FC Ajax                    | 2-3 |     | 5-1 | 8-0 |
| 3    | AS Kabasha | 6   | 6 | 2 | 0 | 4 | 15 | 13 | +2   |  | AS Kabasha                 | 0-3 | 1-2 |     | 7-1 |
| 4    | AS Ndjadi  | 1   | 6 | 0 | 1 | 5 | 3  | 30 | -27  |  | AS Ndjadi                  | 0-6 | 0-0 | 0-5 |     |

### Deuxième phase
Les sept qualifiés plus le TP Mazembe sont répartis en deux poules de quatre équipes et s'affrontent deux fois. Les deux premiers de chaque groupe se qualifient pour les demi-finales.

#### Groupe A
| Rang | Équipe       | Pts | J | G | N | P | Bp | Bc | Diff |  | Résultats (▼ dom., ► ext.) | Vit | Eli | Nik | Mal |
| ---- | ------------ | --- | - | - | - | - | -- | -- | ---- |  | -------------------------- | --- | --- | --- | --- |
| 1    | AS Vita Club | 15  | 6 | 5 | 0 | 1 | 13 | 4  | +9   |  | AS Vita Club               |     | 1-3 | 2-0 | 3-0 |
| 2    | TC Elima     | 11  | 6 | 3 | 2 | 1 | 11 | 5  | +6   |  | TC Elima                   | 1-2 |     | 1-1 | 3-0 |
| 3    | AS Nika      | 5   | 6 | 1 | 2 | 3 | 5  | 8  | -3   |  | AS Nika                    | 0-3 | 1-1 |     | 3-0 |
| 4    | TS Malekesa  | 3   | 6 | 1 | 0 | 5 | 1  | 13 | -12  |  | TS Malekesa                | 0-2 | 0-2 | 1-0 |     |

#### Groupe B
| Rang | Équipe               | Pts | J | G | N | P | Bp | Bc | Diff |  | Résultats (▼ dom., ► ext.) | Maz | Lup | San | Vet |
| ---- | -------------------- | --- | - | - | - | - | -- | -- | ---- |  | -------------------------- | --- | --- | --- | --- |
| 1    | TP MazembeT          | 14  | 6 | 4 | 2 | 0 | 23 | 8  | +15  |  | TP MazembeT                |     | 5-0 | 3-3 | 5-2 |
| 2    | FC Saint Éloi Lupopo | 10  | 6 | 3 | 1 | 2 | 8  | 15 | -7   |  | FC Saint Éloi Lupopo       | 1-7 |     | 1-0 | 4-3 |
| 3    | SM Sanga Balende     | 5   | 6 | 0 | 5 | 1 | 6  | 7  | -1   |  | SM Sanga Balende           | 0-0 | 0-0 |     | 1-1 |
| 4    | AS Veti Matadi       | 2   | 6 | 0 | 2 | 4 | 10 | 17 | -7   |  | AS Veti Matadi             | 2-3 | 0-2 | 2-2 |     |

### Poule finale
| Rang | Équipe               | Pts | J | G | N | P | Bp | Bc | Diff |  | Résultats (▼ dom., ► ext.) | Vit | Maz | Lup | Eli |
| ---- | -------------------- | --- | - | - | - | - | -- | -- | ---- |  | -------------------------- | --- | --- | --- | --- |
| 1    | AS Vita Club         | 12  | 6 | 3 | 3 | 0 | 9  | 2  | +7   |  | AS Vita Club               |     | 0-0 | 1-0 | 5-0 |
| 2    | TP MazembeT          | 12  | 6 | 3 | 3 | 0 | 7  | 3  | +4   |  | TP MazembeT                | 1-1 |     | 1-0 | 2-1 |
| 3    | FC Saint Éloi Lupopo | 4   | 6 | 1 | 1 | 4 | 5  | 6  | -1   |  | FC Saint Éloi Lupopo       | 0-1 | 0-0 |     | 3-0 |
| 4    | TC Elima             | 4   | 6 | 1 | 1 | 4 | 6  | 16 | -10  |  | TC Elima                   | 1-1 | 1-3 | 3-2 |     |

|  | Qualification pour la Ligue des champions de la CAF 2011 |
|  | Qualification pour la Coupe de la confédération 2011     |
|  | T : Tenant du titre                                      |

## Bilan de la saison
| Championnat de république démocratique du Congo de football 2010 |                          |
| Champion                                                         | AS Vita Club (12e titre) |
| Coupes et trophées                                               |                          |
| Vainqueur de la Coupe de république démocratique du Congo 2010   | DC Motema Pembe          |
| Qualifications continentales                                     |                          |
| Ligue des champions de la CAF 2011                               | AS Vita Club             |
| Ligue des champions de la CAF 2011                               | TP Mazembe (tenant)      |
| Coupe de la confédération 2011                                   | FC Saint Éloi Lupopo     |
| Coupe de la confédération 2011                                   | DC Motema Pembe          |
| Promotions et relégations                                        |                          |
| Promus en Linafoot                                               | Aucun                    |
| Relégués                                                         | Aucun                    |